# Aquädukt (Almuñécar)

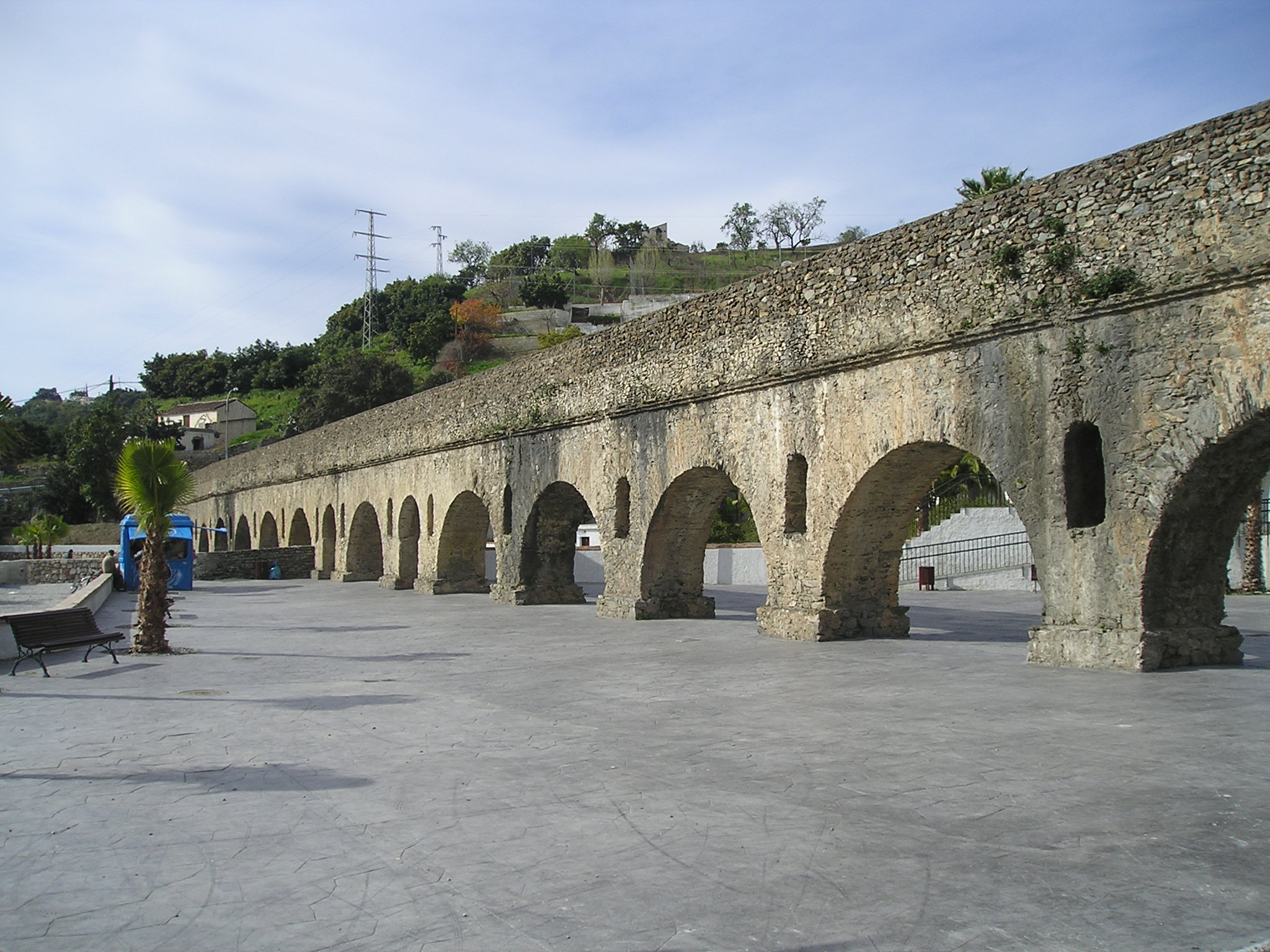
Aquädukt bei Almuñécar

Der Aquädukt bei Almuñécar, einer spanischen Stadt in Andalusien, wurde im 1. Jahrhundert n. Chr. errichtet. Der römische Aquädukt ist seit 1931 ein geschütztes Baudenkmal (Bien de Interés Cultural).

## Beschreibung
Der Aquädukt wird mit Quellwasser des Río Verde versorgt, das zunächst in einem Freispiegelstollen geführt wird. Oberhalb des Dorfes Torrecuevas, heute ein Ortsteil von Almuñécar, verläuft die Wasserleitung oberirdisch und überbrückt mit 19 Bögen ein Tal. Anschließend wird ein Bergrücken zwischen dem Río Verde und dem Río Seco mittels eines Tunnels von 3,50 Meter Länge unterquert. Danach führt die Wasserleitung über drei Aquädukte:
- der erste besteht aus sechs Bögen, unter denen sich zwei kleinere Bögen befinden,
- der zweite ist nur in seinem mittleren Teil zweigeschossig,
- der dritte ist 90 Meter lang und weist zwei Geschosse auf, dabei werden neun Bögen von zwei kleineren Arkaden flankiert. Die Höhe beträgt 17,50 Meter.

Es folgt eine Druckleitung zum Wasserspeicher in Casado, die Cuevas de Siete Palacios, welche aus einer siebenschiffigen Gewölbehalle bestehen.